# 롤랜드 버거
롤랜드 버거(Roland Berger)는 독일에 본사를 둔 글로벌 전략 컨설팅 회사이다. 이 회사는 1967년에 설립되었으며 이후 전 세계적으로 입지를 확고히 다졌다. 현재 롤랜드 버거는 50개 이상의 지점에서 약 3,500명의 직원을 고용하고 있다. 2023년에는 10억 유로 이상의 수익을 창출했다. 이 컨설팅 회사는 전적으로 파트너들이 소유하고 있다.
이 회사는 모든 산업 및 경영 기능에 대한 풀라인 컨설팅을 제공하며, 특히 운영 및 변혁 과정의 최적화, 구조조정 및 재편성, 거래 컨설팅, 디지털 트랜스포메이션, 그리고 지속 가능성에 중점을 둔다. 고객층은 대형 산업 및 서비스 기업뿐만 아니라 공공 부문도 포함한다.

## 역사
1962년부터 1967년까지 롤란트 베르거는 보스턴 컨설팅 그룹에서 경영 컨설턴트로 일했다. 그 후 그는 일인회사인 롤랜드 버거 국제 마케팅 컨설턴트를 설립하여 자영업을 시작했다. 그의 첫 임무 중 하나는 여행사 투로파(Touropa)를 위한 새로운 광고 콘셉트를 개발하는 것이었다. 수년에 걸쳐 회사의 사업은 마케팅에서 전략 컨설팅으로 점점 더 전환되었다. 롤랜드 버거는 이전에 미국에서 알려진 비즈니스 모델을 독일에 성공적으로 확립했다.

### 국제화
롤란트 베르거는 회사 이름을 롤랜드 버거 & 파트너 국제 경영 컨설턴트로 변경했다. 1969년에는 밀라노에 지사가 설립되었고, 1976년에는 상파울루에 설립되었다. 이후 프랑스, 영국, 일본, 스페인, 미국에도 지점이 추가되었다. 롤랜드 버거는 사업의 국제적 성격을 강조하기 위해 여러 컨소시엄 구성에 참여했다. 지주회사도 회사의 지주회사로 설립되었다.
1980년, 유럽 경영 컨설팅 회사로는 최초로 ACME(Association of Consulting Management Engineers)에 가입했다. 이는 미국에서 가장 오래되고 권위 있는 경영 컨설턴트 산업 협회이다. 1980년대 후반에는 롤랜드 버거가 선도적인 전략 컨설팅 회사로 발전했다.
1980년대 롤란트 베르거와 도이체 방크 이사회 의장인 알프레트 헤르하우젠은 유럽식 투자은행 개념을 개발했다. 이러한 배경으로 도이체 방크는 1987년부터 롤랜드 버거의 지배지분을 점진적으로 인수했다. 도이체 방크는 상업 금융 및 투자 금융과 더불어 자문 사업을 세 번째 사업 축으로 확장하고자 했다. 그러나 1989년 적군파 (독일)에 의한 헤르하우젠 암살 이후 협력은 중단되었다. 모건 그렌펠 인수로 인해 도이체 방크의 컨설팅 사업은 덜 주목받게 되었다.
도이체 방크의 진출 후 롤랜드 버거는 매출을 거의 두 배로 늘릴 수 있었는데, 이는 주로 활동의 세계화 덕분이었다. 그러나 규제 요구사항으로 인해 미국 시장 진출이 거부되면서 동쪽에 점점 더 집중하게 되었다. 철의 장막 붕괴 후, 롤랜드 버거는 이전 동구권 국가들에 자회사를 설립했다. 이 회사는 또한 일본, 중국, 인도에도 확장했다.

### 독일 신탁청에 대한 자문
베를린 장벽의 붕괴는 국내 시장에서 회사에 추가적인 성장 기회를 열어주었다. 일찍이 1989년 12월, 롤랜드 버거는 동독에서 사업을 시작했으며, 그곳에서 빠르게 선도적인 경영 컨설팅 회사가 되었다. 개인적인 과제 외에도, 이 회사는 독일 신탁청 민영화 기관에 국유기업의 민영화 및 구조조정에 대해 자문했다. 롤랜드 버거는 회사 비즈니스 개념을 검토하는 데 핵심적인 역할을 했으며, 이로 인해 비르츠샤프츠보헤는 이 회사를 "동독 경제의 비밀 통치자"라고 묘사했다. 그러나 1992년에는 롤랜드 버거가 그러한 과제를 훨씬 적게 받게 되었다. 동독 민간 기업들은 대부분 컨설팅 요구가 적은 중소기업이었다.

### 파트너십 및 독립
마침내 1998년 소유 구조에 큰 변화가 있었다. 경영자 매수에서 롤랜드 버거의 파트너들이 지분을 인수했다. 경영진은 은행의 철수가 성장을 가속화할 것으로 기대했는데, 이는 이익을 더 유연하게 투자할 수 있기 때문이었다. 회사는 미국 시장에 방해받지 않고 접근할 수 있게 되었다. 도이체 방크는 처음에는 한 자릿수 비율의 소수 지분을 유지했고, 2000년에 최종적으로 지분을 매각했다. 이후 롤랜드 버거는 다시 완전히 독립하게 되었다.
2001년, 롤란트 베르거는 경영진에서 감독 이사회로 이동할 것이라고 발표했다. 2002년, 파트너들은 부르크하르트 슈벤커를 새로운 대표로 선출했다. 회사는 컨설턴트 외에 엔지니어를 점차 더 많이 고용했다. 인사 컨설팅은 중단되었다.
2010년에는 마르틴 C. 비티그가 롤랜드 버거의 새 대표로 선출되었다. 부르크하르트 슈벤커는 롤랜드 버거의 감독 이사회 의장직을 계승했고, 롤란트 베르거는 명예 의장으로서 이사회와 계속 연계되었다.
롤란트 베르거가 감독 이사회에서 은퇴하면서 회사에 새로운 시대가 시작되었다. 2010년에는 영국의 컨설팅 회사 딜로이트의 컨설팅 부문과의 합병이 발표되었다. 결국 이 계획은 롤랜드 버거의 파트너들의 반대로 실패했다. 딜로이트와의 합병이 취소된 후, 롤랜드 버거는 컨설팅 회사의 재정적 여유를 늘리기 위해 증자를 실시했다.

### 경영진 변경
2014년, 파트너들은 프랑스인 샤를-에두아르 부에를 새로운 최고경영자(CEO)로 선출했다. 이 프랑스인은 롤랜드 버거를 이끄는 첫 국제 파트너였다. 그의 임명은 롤랜드 버거에게 문화적 변화를 가져왔고, 전체 경영진은 상당히 젊어졌다. 부대표이자 중유럽 사업 책임자인 슈테판 샤이블과 함께 조직 구조와 사업 전략이 개혁되었다.
2019년 6월부터는 회사의 모든 지역 및 사업 분야를 포괄하는 팀이 파트너십을 관리하고 있다. 경영팀에는 티요 콜로 드 에스쿠리(Tijo Collot d'Escury), 사샤 하가니(Sascha Haghani), 사토시 나가시마(Satoshi Nagashima), 올리비에르 드 파나피유(Olivier de Panafieu), 그리고 슈테판 샤이블(Stefan Schaible)이 포함된다. 슈테판 샤이블은 롤랜드 버거 지주회사(Roland Berger Holding)의 전무이사도 겸임한다.

### 다각화
2014년부터 경영진은 전반적인 변화를 시작했다. 구조조정 및 전략 컨설팅 분야의 전통적인 역량이 강화되었다. 이를 위해 롤랜드 버거는 2015년에 두 명의 전 롤랜드 버거 파트너가 설립했던 전문 컨설팅 회사 FMC를 인수했다. 서비스 범위는 크게 확장되었으며, 특히 디지털 사업이 체계적으로 추진되었다. 또한 롤랜드 버거는 특히 수많은 스타트업 회사들과의 협력에 집중했다. 2015년에는 사업 다각화를 반영하기 위해 새로운 브랜드 아이덴티티를 도입했다. 2001년에 도입된 "전략 컨설턴트"라는 부제는 회사 이름에서 제거되었다.

## 기업 업무
롤랜드 버거 홀딩스 GmbH는 독일의 법에 따른 유한책임회사이다. 2006년에 상업 등기부에 등록되었으며, 뮌헨에 본사를 두고 그룹의 모회사 역할을 한다. 2016년 마지막 개정 이후, 주식자본은 783,600유로에 달한다. 회사의 목적은 전략 및 운영 경영 컨설팅, 마케팅, 기업 및 경제 연구, 제3자 교육 및 연수, 그리고 국내외 인사 컨설팅이다. 법으로 금지된 활동은 명시적으로 제외된다.
롤랜드 버거 홀딩스 GmbH는 뮌헨에 본사를 둔 롤랜드 버거 GmbH와 같은 다양한 국내외 회사에 지분을 보유하고 있다. 대부분의 자회사는 각 지역에서 회사의 운영 사업을 수행하는 국가 회사이다. 주요 투자는 롤랜드 버거 홀딩스 GmbH의 연결 재무제표에 통합된다.
롤랜드 버거 홀딩스 GmbH의 주주는 경영진이 제안하고 주주총회에서 투표수의 75% 다수결로 선출된다. 회사 주식자본의 최소 3,500유로를 보유한 주주만이 투표할 자격이 있다. 2017년 12월 현재 회사는 총 196명의 주주를 보유하고 있었다. 7명의 주주는 각각 주식자본의 1% 이상을 보유하고 있다. 대다수(145명)는 유럽 연합에 거주하며, 독일(86명)과 프랑스(19명)만이 두 자릿수로 대표된다.
롤랜드 버거 홀딩스 GmbH는 최소 1명에서 최대 3명의 상무이사를 두며, 이들이 함께 경영진을 구성한다. 현재는 슈테판 샤이블(글로벌 상무이사)이다. 그는 감독 이사회의 감독과 지원을 받는다. 감독 이사회는 5명의 위원으로 구성되며, 이들은 또한 회사의 주주여야 한다. 현재 마르쿠스 베레트(의장), 드니 드푸, 빌프리트 아울부르, 로베르트 헨스케, 디디에 치딤바가 이사회 위원이다.

## 활동 및 프로젝트
롤랜드 버거는 선도적인 국제 산업 및 제3차 산업 서비스 회사와 공공 기관에 경영 및 비즈니스 모델, 혁신적인 프로세스 및 서비스, 인수합병 및 사모펀드, 구조조정, 대규모 인프라 프로젝트 관리와 같은 주제에 대해 자문한다. 구조조정 및 전략 컨설팅은 전통적으로 회사의 사업 활동의 초점이었다.
롤랜드 버거는 최근 몇 년 동안 서비스 제공을 재조정했다. 컨설팅, 기술 및 글로벌 네트워크의 조합을 통해 이 컨설팅 회사는 고객을 위한 새로운 접근 방식을 제공한다. 롤랜드 버거는 다양한 산업 및 기능 영역을 전문으로 하는 글로벌 역량 센터에서 노하우를 개발하고 통합한다. 각 컨설팅 프로젝트에는 학제간 팀이 구성된다.
롤랜드 버거는 국내외 여러 이니셔티브 및 프로 보노 프로젝트에 참여했다. 예를 들어, 네덜란드 댄스 극장과 크라쿠프 국제 문화 센터를 지원했다. 2008년부터 이 경영 컨설팅 회사는 롤랜드 버거 재단을 통해 교육 진흥에 집중하고 있다. 이 재단은 롤랜드 버거가 2008년에 설립했으며 독립적이다. 이 재단은 회사에 임시 메자닌 자본을 제공하고 그 대가로 이자를 받았다.

### 베스트 오브 유러피언 비즈니스
2005년, 롤랜드 버거는 파이낸셜 타임즈 독일 및 매니저 매거진과 함께 베스트 오브 유러피언 비즈니스(Best of European Business) 대회를 시작했다. 이 대회는 유럽 경제 시스템에 탁월한 기여를 했거나 특별한 혁신으로 주목받은 탁월하게 성공적인 기업 및 경영자들을 대상으로 했다. 베스트 오브 유러피언 비즈니스 상은 2006년부터 2013년까지 총 36명의 수상자에게 수여되었다.

### 유럽 신용평가사
2008년 세계 금융 위기 (2007년~2008년) 이후, 지배적인 미국 신용평가사들이 비판을 받게 되었다. 그들은 시장 선두주자인 피치 그룹, 무디스, 스탠더드 앤드 푸어스에 대한 균형추로서 유럽 대안을 요구했다. 그중 앙겔라 메르켈 독일 총리도 이 프로젝트를 지지했다. 그녀는 국가의 실행을 거부하고 대신 기업계의 이니셔티브를 촉구했다. 2011년, 롤랜드 버거는 이 아이디어를 받아들여 유럽 신용평가사 설립을 위한 개념을 개발했다. 이 기관은 재단으로 조직되어 완전히 독립될 예정이었다. 또한 발행자가 아닌 등급 사용자가 등급 비용을 지불하여 이해 상충을 크게 방지할 계획이었다. 프랑크푸르트는 논의 중인 위치 중 하나였다.
언론은 유럽 신용평가사 설립에 회의적이었고, 슈피겔 잡지는 "브뤼셀의 공중누각"이라고 표현했다. 그럼에도 불구하고 롤랜드 버거는 많은 조직적, 규제적 장애물이 수용 가능하다고 보았다. 비용은 3억에서 5억 유로로 추정되었다. 이 프로젝트는 여러 투자자들의 승인을 받았고, 이에 롤랜드 버거는 2012년에 사업 개시를 발표했다. 그럼에도 불구하고 실행은 어려웠고, 컨설팅 회사는 기업 솔루션을 논의에 부쳤다. 2013년에는 자금 부족으로 프로젝트가 실패했다.

### 테라 누메라타
2014년, 롤랜드 버거는 테라 누메라타(Terra Numerata) 디지털 생태계를 시작했다. 고객은 파괴적인 기술의 혜택을 받고 전문적인 지원을 받을 수 있었다. 모든 회사에 개방된 이 네트워크는 다양한 규모와 분야의 참여자들을 한데 모았다. 이 생태계는 특히 스마트 데이터 및 인공지능 분야의 디지털 생태계를 지원하며, 유럽과 팰로앨토, 상하이, 선전시의 하이 테크 허브를 연결한다.

### 디지털 허브
2016년, 롤랜드 버거와 비자 (기업)는 혁신을 위한 산업 간 플랫폼으로 디지털 허브를 설립했다. 이 허브는 기존 기업들이 혁신을 연구하고, 필요한 기술과 접촉하며, 구체적인 프로젝트에서 이를 구현할 수 있도록 한다. 베를린과 파리에 지점이 있다.

## 출판물
2014년, 롤랜드 버거는 처음으로 Think:Act를 출간했다. 이 잡지는 국제적으로 활동하는 경영자들을 대상으로 하며, 처음부터 독일어와 영어로 출판되었다. Think: Act는 베스트 오브 코퍼레이트 퍼블리싱 어워드와 권위 있는 머큐리상을 포함하여 여러 상을 수상했다. 처음에는 후베르트 부르다 미디어의 관리를 받았으나, 2011년부터는 악셀 스프링거 AG가 이 잡지를 발행하고 있다.
롤랜드 버거는 또한 매년 수많은 연구 및 기타 출판물을 발행한다.

## 대중의 반응
게르하르트 슈뢰더 연방 정부 재임 기간 동안 특히 공공 부문에 대한 자문은 논란이 많은 논쟁을 불러일으켰다. 예를 들어, 2003년에는 롤랜드 버거가 연방방위부 (독일)로부터 입찰 없이 여러 계약을 수주한 사실이 알려졌다. 비록 법적으로 문제가 없었지만, 계약 체결 절차의 개정이 뒤따랐다. 2004년, 독일 연방의회의 야당은 독일 연방고용청(BA)이 롤랜드 버거에게 수백만 유로의 수수료를 지불한 것을 비판했다. 그들은 핵심 업무를 외부 기관이 수행하는 것을 비난했지만, BA 청장 플로리안 게르스터는 기관 현대화를 위해 외부 전문 지식이 필수적이라고 보았다. 2004년 토크쇼 자비네 크리스티안젠에서 크리스티안 불프는 롤랜드 버거가 니더작센주의 사민당 주정부를 위해 터무니없는 수수료로 전문 의견을 제공했다고 비난했는데, 동맹 90/녹색당의 주 의회 동의는 상대적으로 더 실질적이었다고 말했다. 롤랜드 버거 자신은 특히 독일 기독교민주연합으로부터 경제에 해를 끼칠 정치적 캠페인을 느끼고 있다고 말했다.
롤랜드 버거의 역할은 건설 산업에서도 비판을 받았다. 예를 들어 2002년에는 필립 홀츠만이 파산했다. 롤랜드 버거가 이전에 이 회사가 본질적으로 구조조정 가능하다고 판단했음에도 불구하고 말이다. 롤랜드 버거는 나중에 경영 컨설턴트의 권고가 따르지 않았다고 해명했다. 2005년에는 발터 바우(Walter Bau)가 파산했고, 롤랜드 버거 역시 구조조정을 돕기로 되어 있었다. 이 회사는 이를 위해 수백만 유로의 수수료를 받았다. 경영평의회 의장은 경영 컨설팅 회사의 일부 도구가 건설 시장에 맞지 않거나 일반적으로 건설에 적합하지 않다고 주장했다. 그러나 관찰자들은 롤랜드 버거가 도입한 통제 시스템만이 발터 바우의 비참한 경제 상황을 드러냈다고 강조했다.
2006년, 언론인이자 논픽션 작가인 토마스 라이프는 경영 컨설팅에 대한 비판적인 시각을 담은 책을 출간했다. 한 장에서는 롤랜드 버거에 대해서도 다루고 있다.